# Ezechias Reich

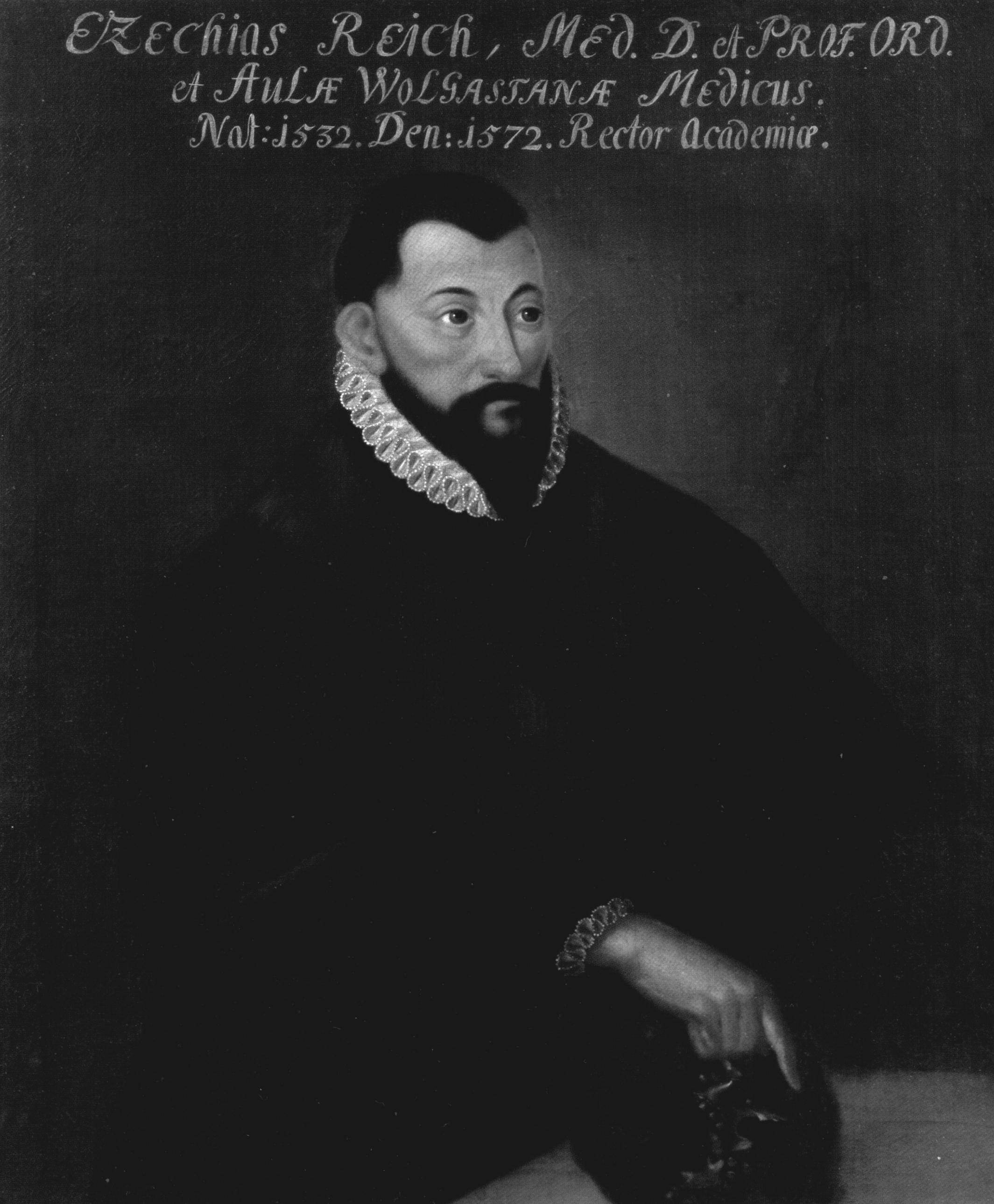
Ezechias Reich, Gemälde von Johann Pieron

Ezechias Reich (* 1532 in Königsberg; † 20. Dezember 1572 in Greifswald) war ein deutscher Mediziner und Hochschullehrer.

## Leben
Ezechias Reich war ein Sohn des Pastors Georg Reich († 2. Oktober 1565) aus Sagan und dessen Ehefrau Gertrud von der Becke († 6. April 1571). Er besuchte die Schule in Königsberg und das Gymnasium in Danzig. Nachdem seine Familie nach Rostock umgezogen war, begann er an der dortigen Universität 1551 ein Studium der Medizin unter Matthias Röseler und David Chytraeus. Dann ging er nach Italien an die Universitäten Padua, Bologna, Neapel und Rom. In Padua wurde er zum Doktor der Medizin promoviert. 1559 wurde Reich zum Professor an der Universität Greifswald berufen und ein Jahr später zum herzoglichen Leibarzt bestellt. Er wurde 1561/1562 und 1571/1572 zum Rektor der Universität gewählt.
Seit 1564 war Reich mit Magdalena Schwarz, Tochter des Kaufmanns Matthias Schwarz († 1582) und der Gertrud Reich, verheiratet. Die Tochter Gertrud heiratete den Juristen Johannes Oesten, ihre Schwester Magdalena Christoph Corswant. Sein Sohn Georg Reich d. J. wurde im Jahr 1578 an der Universität Greifswald immatrikuliert.
Ezechias Reich wurde in der Greifswalder Nikolaikirche begraben.